# Longibrachium falcigerum
Longibrachium falcigerum is een borstelworm uit de familie Onuphidae. Het lichaam van de worm bestaat uit een kop, een cilindrisch, gesegmenteerd lichaam en een staartstukje. De kop bestaat uit een prostomium (gedeelte voor de mondopening) en een peristomium (gedeelte rond de mond) en draagt gepaarde aanhangsels (palpen, antennen en cirri).
Longibrachium falcigerum werd in 2004 voor het eerst wetenschappelijk beschreven door Paxton & Gillet.